# Mordovia Arena
Mordovia Arena (en russe : Мордовия Арена) ou Stade de Mordovie est un stade de football situé à Saransk, capitale de la république de Mordovie, en Russie. C'est le domicile du FK Mordovia Saransk en remplacement du Start Stadium. 
Il accueille la Coupe du monde de football de 2018. Sa capacité est de 45 015 places.
L’arène se situe dans la partie centrale de la ville et est accessible à distance de marche des installations clés de l’infrastructure municipale. La forme du stade est à l’image du soleil – le symbole principal des mythes et légendes anciens du peuple mordve.
Lors de la Coupe, le stade accueille 4 matchs de poule : Pérou – Danemark, Colombie - Japon, Iran - Portugal, Panama - Tunisie. 
Après cet événement, le stade va devenir un centre sportif, de loisirs et de distractions culturelles.

## Histoire
Conçu par l'architecte allemand Tim Hupe, le stade aura une capacité temporaire de 45 015 places pendant le mondial, mais sera réduit à 28 000 places après la compétition.
En 2010, aux alentours de la rue Volgogradskaya dans le bassin d’inondation de la rivière Insar, le nettoyage du territoire pour le chantier, a été effectué.
Il a été décidé de bâtir un stade à Saransk même avant que la Russie soit désignée comme pays hôte de la Coupe du Monde de football. L’arène a été due être construite entre les 2010-2012 de manière que la fin des travaux coïncide à deux événements – la Spartakiade et la Millénaire de l’union du peuple mordve et des peuples de la Russie. 
Le Maitre d’ouvrage — la société SPORT-INGINIRING. 
Le 2 novembre 2017 la première tonte de la pelouse a eu lieu. Le premier match a eu lieu le 21 avril 2018.
À la fin 2017 le stade de Saransk acquiert ses contours de projet. Des panneaux de finition apparaissent sur les structures métalliques de l’ossature de l’installation. Le territoire autour du stade est en aménagement, les locaux intérieurs sont en finition et les ascenseurs sont en cours d’installation.
La construction du stade a permis de résoudre tout un rang de problèmes urbains colossaux d’une ville provinciale : un parc a été créé, le quai de la rivière Insar a été aménagé, le quartier résidentiel a été relié avec le centre de la ville. Une zone de repos, de fêtes et de distractions a été créée.

## Données techniques et particularités de la construction
Le stade a un stylobate à deux étages qui est couvert d’une cuvette protégée par une enveloppe se transformant en auvent au-dessus des places pour les spectateurs.
La façade principale (ouest) du stade est tournée vers la partie centrale de la ville et le quai de la rivière Insar.
L’enveloppe du stade est construite des panneaux suspendus, perforés et aveugle aux couleurs vives.
Pour assurer une bonne visibilité, la distance entre le centre du terrain de football et les places des spectateurs ne dépasse pas 90 m.
Les tribunes sont divisées en quatre secteurs et sous-secteurs, il y a des locaux pour les personnes VIP, une loge présidentielle. Chaque secteur est muni de sa sortie, de sorties d’évacuation, des aires de restauration, des infirmeries et toilettes, y compris pour les personnes aux possibilités limitées. Pour les spectateurs sur les tribunes il y a des places pour les personnes à mobilité réduite utilisant les fauteuils roulants et leurs personnes accompagnant, aussi que des places pour les personnes malentendantes qui se trouvent dans la zone de la vision directe du tableau d’information et des écrans vidéo.
Il y a un secteur pour les supporteurs de l’équipe invitée muni des sorties spéciales, des infirmeries et toilettes.
Un secteur familial spécial a été conçu auprès duquel des aires de jeux pour enfants se situent.
Il y a des places pour les médias, une salle de conférences de presses, une zone mixte pour la communication entre les footballeurs et les représentants des médias, les studios TV et radio.
Il a été prévu que ce stade devienne un centre sportif et de loisirs et de distractions culturelles le plus grand de Saransk et de la Mordovie.

## Services pour les supporteurs
Au stade les services suivants sont offerts aux supporteurs :
- Support de navigation et d’information par l’intermédiaire des volontaires.
- Information (bureau d’enregistrement des enfants, stockage des poussettes, bureau des objets trouvés).
- Une consigne.

En outre, des ascenseurs, des rampes et tourniquets ont été prévus pour les personnes à mobilité réduite. Un secteur de l’arène est spécialement équipé pour les personnes aux possibilités limitées.

### Conditions pour les personnes aux possibilités limitées
Dans le cadre de la Coupe du Monde 2018, il y a des billets spéciaux pour les personnes aux possibilités limitées, à mobilité réduite et en surpoids. Ces billets également nommés « Spécial Accès » sont de quatre types:
- «Pour les personnes en fauteuil roulant» («W», pour les personnes en fauteuil roulant) + 1 billet pour une personne accompagnant;
- «Accès Facile Standard» («ES», les personnes aux possibilités limitées, à mobilité réduite ou personnes avec d’autres pathologies);
- «Accès Facile Aménagé» («AM», pour les personnes avec des chiens guides ou les personnes dont la pathologie nécessite l’assistance d’un chien et les personnes ayant besoin de place supplémentaire pour leurs jambes du fait de leur mobilité réduite), ou
- «Personnes Obèses» («OP», Accès Facile, (Sièges Super Larges pour Accès Facile), pour les personnes avec un IMC qui est égal ou supérieur à 35 kg/m2).

### Services au stade réservés à une catégorie spéciale de personne
- Centre d’aide à la mobilité (Prêt de fauteuils roulants pour les personnes à mobilité réduite et accompagnement par des volontaires jusqu’à la place indiquée sur le billet).
- Portes d’accès équipées de rampes (Pavillons), ascenseurs et emplacements réservés aux personnes à mobilité réduite.
- Voiturettes circulant sur le territoire du stade après le passage aux points de contrôle d’accès.
- Délivrance de dispositifs d’audiodescription pour les commentaires (personnes malvoyantes et non-voyantes)[4].

## Situation et comment s’y rendre
Le stade MORDOVIA ARENA se situe dans la partie centrale de la ville et est accessible à distance de marche des installations clés de l’infrastructure municipale et des microdistricts de la ville.
Les spectateurs peuvent se rendre au stade en voiture et en transports en commun, il y a des bus-navettes qui sont mis en circulation entre le stade et l’aéroport, la gare ferroviaire, ainsi que les hôtels situés en ville et les parkings interceptés.
Des hôtels principaux, la fanzone, les sites d’attraction touristique sont aussi à la distance minimale de l’arène.
Comment s’y rendre. À distance de marche du stade MORDOVIA ARENA, à la rue Volgogradskaïa, il y a un arrêt de transports en commun (autobus, trolleybus, taxi à itinéraire fixe). Il est possible de s’y rendre de presque toute partie de la ville.
En voiture.
Le district central de Saransk où les attractions touristiques principales se trouvent, s’inscrit dans le carré entre les rues Staroposadskaïa, Botevgradskaïa, Polejaïeva/Vasenko, Serova et Aleksandra Nevskogo. La partie est de la ville est accessible par la rue Volgogradskaïa allant du croisement des rues Kommounistitcheskaïa et Serova, en traversant la rivière Insar. Juste après la rivière sur cette rue le stade MORDOVIA ARENA se situe. L’itinéraire rue Vesselovskogo - Kovalenko – chaussée Yougo-Zapadnoïe passe à travers les districts ouest du nord au sud (de la chaussée Liambirskoïe à la rue Ossipenko).
Pour aller du centre-ville vers le nord, vous pouvez prendre la chaussée Liambirskoïe et le prospekt Lenina qui devient ensuite la chaussée Aleksandrovskoïe. Au nord de la ville, la voie de contournement Severny de Saransk les croise et commence à l’intersection des autoroutes P-180 et P-158. Elle rejoint ensuite à l’est la voie de contournement Vostotchny de Saransk, qui mène à l’aéroport.
La rue Ossipenko mène du centre-ville à la frontière sud de Saransk. L’itinéraire formé par les rues Alexandra Nevskogo - Sevastopolskaïa – Krasnaïa conduit à l’aéroport. Pour rejoindre ce dernier, il faut prendre une sortie se trouvant après le croisement avec la voie de contournement Vostotchny.
Sur tout le territoire de Saransk, le stationnement dans la rue est gratuit. Il est interdit de se garer sur les trottoirs, aux arrêts de transport en commun, ainsi que là où la signalisation l’indique,.

## Événements
- Coupe du monde de football de 2018

## Matchs de compétitions internationales
| Date         | Tour     | Résultat | Résultat | Résultat | Spectateurs |
| ------------ | -------- | -------- | -------- | -------- | ----------- |
| 16 juin 2018 | Groupe C | Pérou    | 0 - 1    | Danemark | 40 502      |
| 19 juin 2018 | Groupe H | Colombie | 1 - 2    | Japon    | 40 842      |
| 25 juin 2018 | Groupe B | Iran     | 1 - 1    | Portugal | 41 685      |
| 28 juin 2018 | Groupe G | Panama   | 1 - 2    | Tunisie  | 37 168      |

## Sécurité
Pour la Coupe du Monde de football 2018 le stade est équipé en systèmes de signalisation et d’alerte, en détecteurs de métaux, indicateurs de liquides dangereux et de matières explosives, muni de 30 postes de garde 24 heures sur 24.

### Règles de conduite
Recommandations pour l’accès au stade :
- Veuillez-vous présentez au stade bien en avance     – Les portes pour les spectateurs ouvriront 3 heures avant le match.
- Le stade est un territoire où il est interdit     de fumer.
- C’est la politique NO RE-ENTRY qui est     applicable au public du stade. Après avoir scanné le billet pour prendre     sa place, il n’est pas possible de rentrer au stade en utilisant le même     billet.
- Le système de tri sélectif des déchets a été     organisé pour tous les stades. Les spectateurs doivent prendre en compte l’information     disponible sur les containers et respecter des règles simples :     mettre les bouteilles plastiques dans les containers de couleur jaune et les restes     des aliments, serviettes, l’emballage et les articles de table jetables dans     les containers de couleur verte.
- Le tri sélectif des déchets aidera à recycler une     partie considérable des déchets et réduire les impacts négatifs pour l’environnement[4].

## Galerie

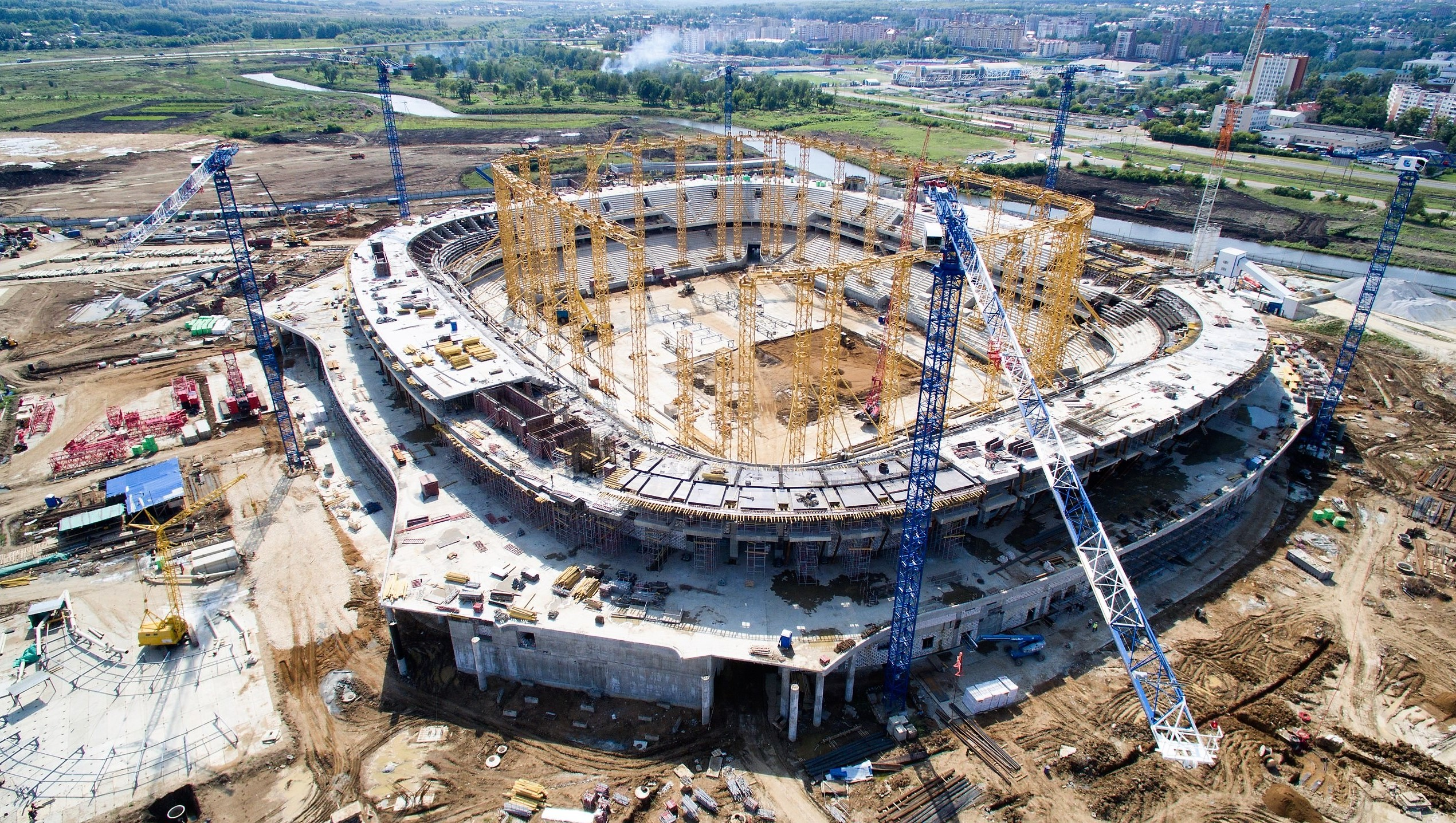
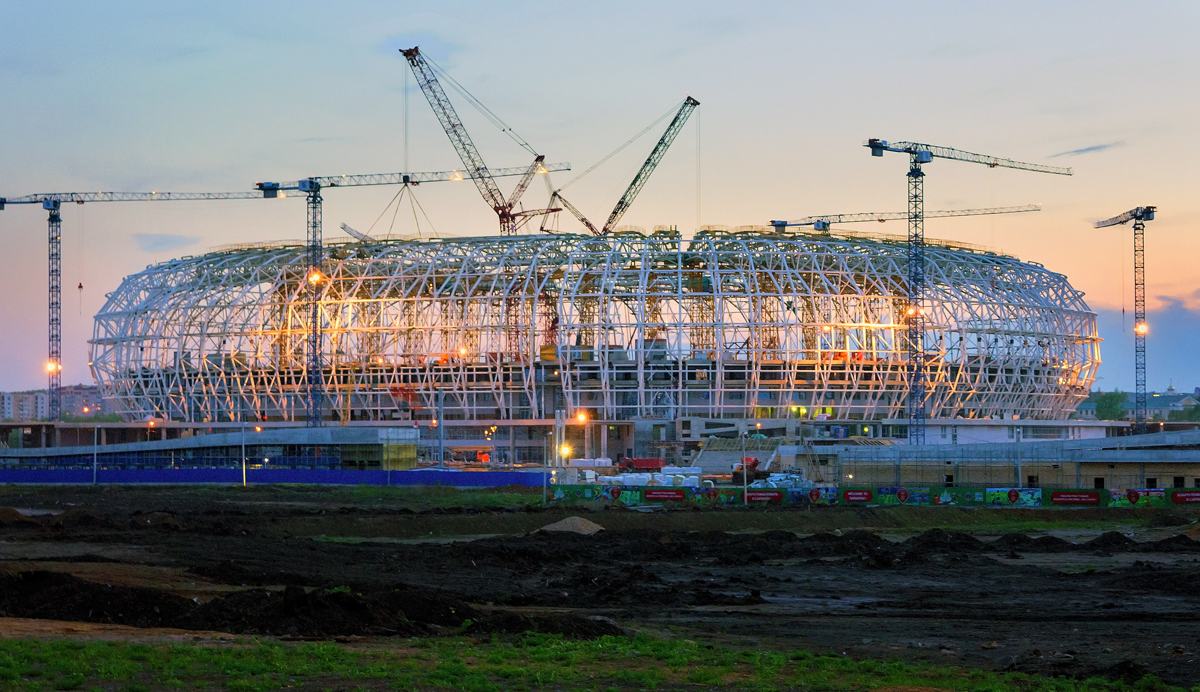
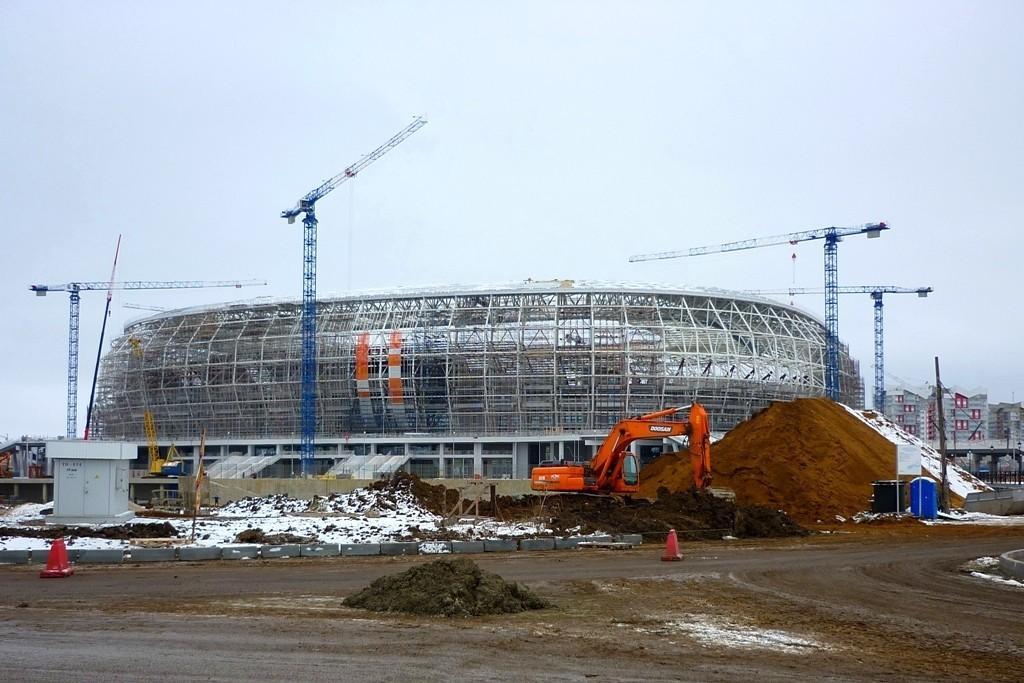